# VEB Steremat

LOGO VEB Steremat

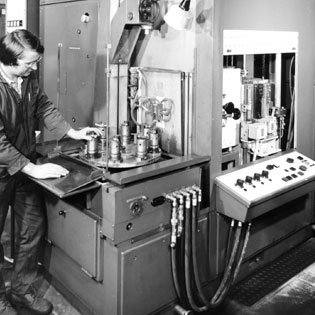
Härteanlage UNITHERMA

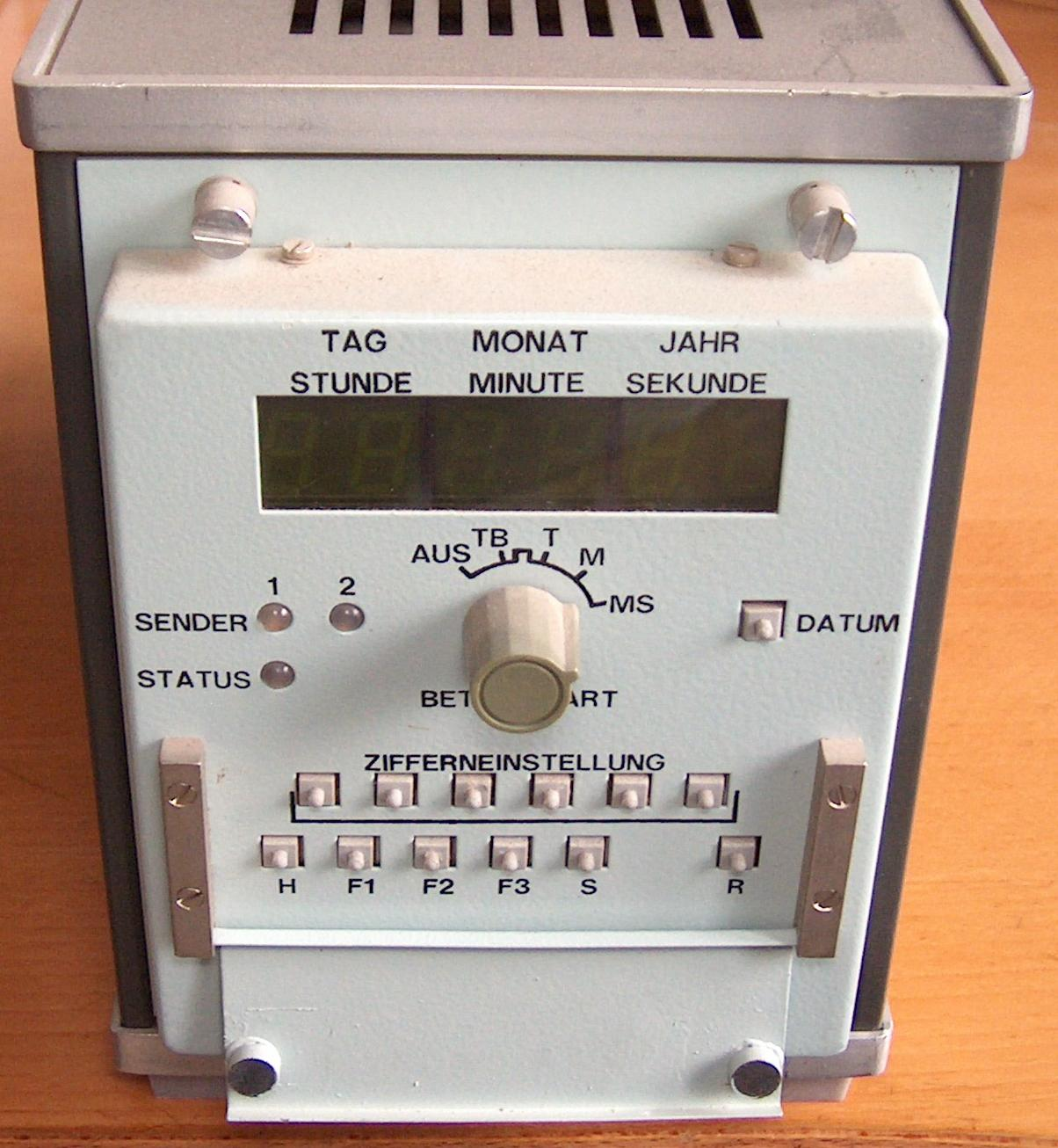
Funkuhr T des VEB Steremat „Hermann Schlimme“ für NVA und MfS, Berlin

Der VEB Steremat (später mit dem Namenszusatz „Hermann Schlimme“) wurde nach dem Zweiten Weltkrieg auf dem Gelände des ehemaligen Agfa-Firmenkomplexes an der Jordanstraße in Berlin-Alt-Treptow angesiedelt. Unweit dieses ersten Betriebsstandortes befand sich auch der Stammbetrieb des Volkseigenen Kombinats Elektro-Apparate-Werke Berlin-Treptow „Friedrich Ebert“ (EAW), in welches der VEB Steremat später eingegliedert wurde.
1956 wurden bei VEB Steremat/Indukal u. a. Hochfrequenzgeneratoren entwickelt und produziert. Nach zwei weiteren Jahren konnten diese Generatoren in eigens entwickelten Härteanlagen UNITHERMA implementiert werden. Diese Anlagen arbeiteten nach dem Verfahren Induktionshärten und waren hauptsächlich für die Industrie der DDR gedacht, gingen aber auch in andere Ostblockländer.
Ab 1963 baute man am Standort Berlin-Treptow Kristallzuchtanlagen. Diese Anlagen arbeiten nach dem Zonenschmelzverfahren und stellten (und stellen noch heute) hochreine Silizium-Einkristalle her. Diese wurden für die heran schreitende Halbleitertechnik in der DDR benötigt.
Des Weiteren wurden bei VEB Steremat die Terminals für den Robotron Rechner P8000 gefertigt. Zudem ist ein Spulentonbandgerät mit Kassettentechnologie für labortechnische Anwendungen aus dem Jahre 1973 bekannt. Ferner gehörten zum Produktionsspektrum des Betriebes auch Funkuhrempfänger wie die abgebildete Funkuhr T, die bei der Nationalen Volksarmee der DDR und dem Ministerium für Staatssicherheit im Einsatz waren.
Bekannt ist ebenfalls eine NC-Drahterodieranlage Eronamat ENC 451 aus den 1980er Jahren.
In den 1980er Jahren wurden vom VEB Steremat im Rahmen der sogenannten Konsumgüterproduktion auch Rundfunkempfänger produziert. Zeitweise erfolgte auch eine Produktionsübernahme bei Kapazitätsengpässen bei der Fertigung von Kofferradios (Stern Contura) und Kassettengeräten (R4100) von Stern Radio Berlin.
Neben den zivilen Produkten stellte der VEB Steremat im Produktionsstandort Strausberg bei Berlin auch Geräte für militärische und geheimdienstliche Aufgaben her. Dazu zählte u. a. das Chiffriergerät T-310/50, das vom ZCO (Zentrales Chiffrierorgan der DDR) für die Chiffrierdienste des Nachrichtenwesens der DDR, wie z. B. das Ministerium für Staatssicherheit Hauptabteilung III, Hauptverwaltung A Abt. N, die Nationale Volksarmee, Kombinatsbetriebe sowie staatliche und gesellschaftlicher Organisationen (SED, FDJ, FDGB), in Auftrag gegeben wurde.
Der VEB Steremat hatte im Jahr 1988 über 2000 Beschäftigte an mehreren Produktionsstandorten, darunter Berlin-Prenzlauer Berg, Berlin-Treptow, Fredersdorf (bei Berlin) und Strausberg (bei Berlin).

## Nachfolgeunternehmen
Die Auflösung des Betriebes erfolgte im Jahr 1990 durch die Treuhandanstalt nach der Wiedervereinigung Deutschlands.
Aus dem VEB Steremat gingen zwischen 1990 und 1991 mehrere Unternehmen hervor, darunter die Steremat Elektrowärme GmbH, Steremat Beschäftigungsgesellschaft mbH, Steremat AFS GmbH, Steremat CompART GmbH, STEREMAT Immobilien Verwaltungs- und Vertriebs-GmbH und Steremat Galvanic & Lackierung. In diesen Unternehmen wurden einige der ehemals 2000 Mitarbeiter weiterhin beschäftigt. Das Unternehmen Steremat Induktion GmbH hält die Namensrechte der Marke Steremat.
Die Steremat Induktion GmbH ist auf die induktiven Erwärmungsverfahren spezialisiert und bietet Lösungen in den Bereichen induktives Härten, Löten und Erwärmen für verschiedene Industrien. Das Unternehmen arbeitet mit akademischen und industriellen Partnern zusammen, wobei jedoch die genauen Partner derzeit nicht öffentlich dokumentiert sind. Forschungsprojekte und technologische Entwicklungen werden weiterhin vorangetrieben, wobei Förderungen von öffentlichen Stellen nicht konkret belegt werden können.